# El hombre de La Mancha
El hombre de La Mancha es un musical con libreto de Dale Wasserman, música de Mitch Leigh y letras de Joe Darion, basado en la obra de texto para la televisión Yo, Don Quijote, también de Wasserman, que a su vez está inspirada por la novela Don Quijote de la Mancha de Miguel de Cervantes. Su trama arranca con el propio Cervantes encerrado en una prisión mientras aguarda una audiencia con la Inquisición española. Para evitar que sus compañeros de celda le arrebaten un preciado manuscrito que lleva consigo, Cervantes sugiere representar una función teatral sobre la figura de Don Quijote, en la que él y el resto de prisioneros interpretan los diferentes personajes. Según Wasserman, El hombre de La Mancha en ningún caso pretende ser una adaptación fiel de la vida de Cervantes ni de su obra maestra, y no debe tomarse como una versión musical del Quijote.
La producción original de Broadway se estrenó en 1965 y desde entonces el espectáculo ha sido puesto en escena en numerosas ocasiones a lo largo de todo el mundo. Entre sus famosas canciones destaca «El sueño imposible», que se ha convertido en un clásico y ha sido versionada por múltiples artistas.

## Argumento
La acción se sitúa en España, a finales del siglo XVI. El fracasado escritor Miguel de Cervantes y su criado han sido arrojados a una mazmorra de la Inquisición, acusados de ofensas contra la Iglesia católica. En el calabozo, son atacados por sus compañeros de prisión, quienes pretenden arrebatarles todas sus pertenencias, incluido un preciado manuscrito que Cervantes lleva consigo y que ellos ansían quemar. Un compasivo criminal al que llaman el «Gobernador» intercede y propone organizar un falso juicio para que los recién llegados puedan defenderse. Cervantes pide que se les permita hacerlo escenificando una obra de teatro y el «Gobernador» acepta la propuesta.
Cervantes saca un kit de maquillaje de su baúl y comienza a introducir la historia, mientras su criado le ayuda a ponerse el vestuario. En unos instantes, el escritor se transforma en Alonso Quijano, un anciano hidalgo que ha perdido la razón por leer demasiados libros de caballerías y que ahora cree que debe ir por la vida combatiendo la injusticia. Quijano adopta el nombre de «Don Quijote de la Mancha» y sale en busca de aventuras junto a su escudero, Sancho Panza («Man of La Mancha (I, Don Quixote)»).
Don Quijote advierte a Sancho del peligro que corren de ser atacados por su enemigo mortal, un malvado mago conocido como el «Encantador». De repente, el hidalgo divisa un molino de viento. Al ver sus aspas girando, Don Quijote confunde el molino con un gigante de cuatro brazos y se lanza al ataque, resultando malherido. El hidalgo atribuye su derrota al hecho de no haber sido armado caballero andante adecuadamente. Entonces, cree ver un castillo a lo lejos, cuando en realidad se trata de una venta de carretera. Don Quijote ordena a Sancho que anuncie su llegada soplando su corneta, mientras los dos se internan en la posada.
En ese momento, Cervantes detiene la obra y pide a algunos prisioneros que asuman los roles del personal de la venta y de un grupo de arrieros que están de paso. Entre las mozas de la posada destaca la prostituta Aldonza, quien está siendo acosada por los arrieros. Ella sabe defenderse bien y se burla de ellos («It's All the Same»), aunque finalmente acepta tener relaciones sexuales con su líder, Pedro, quien paga por adelantado.
Don Quijote entra en la venta con Sancho, preguntando por el señor del castillo. El ventero, a quien interpreta el «Gobernador», los trata con amabilidad y les sigue la corriente. De pronto, Don Quijote repara en Aldonza y la toma por su señora Dulcinea, una distinguida dama a quien ha jurado lealtad eterna («Dulcinea»). Aldonza, acostumbrada a ser tratada con dureza, se siente agraviada por las gentilezas de Don Quijote y más aún cuando los arrieros se ríen de ellos.
Mientras tanto, la sobrina de Don Quijote, Antonia, y su ama de llaves acuden al cura del pueblo en busca de consejo. El cura se da cuenta de que las dos mujeres están más preocupadas por la vergüenza social que les puede acarrear la locura de Don Quijote que por su salud mental. Especialmente Antonia, quien desea casarse con su prometido el bachiller Sansón Carrasco («I'm Only Thinking of Him»).
El fiscal del juicio, un hombre al que apodan el «Duque», es escogido por Cervantes para ponerse en la piel de Sansón Carrasco, un personaje tan cínico y egocéntrico como el preso que lo interpreta. El bachiller está molesto ante la idea de tener un loco en su nueva familia, pero el cura le convence de que sanar a su futuro suegro sería un desafío digno de sus habilidades. Los dos hombres parten en busca de Don Quijote para traerlo de vuelta a casa («I'm Only Thinking of Him (Reprise)»).
En la posada, Sancho entrega a Aldonza una misiva de Don Quijote en la que el hidalgo la corteja y solicita un regalo como prueba de su amor. Ella sigue enfadada y le lanza un viejo trapo de cocina. Cuando Aldonza le pregunta a Sancho que por qué sigue a su señor, él no sabe muy bien qué responder («I Really Like Him»). A solas, la moza reflexiona sobre el idealismo de Don Quijote y se da cuenta de que, a diferencia del resto, ella es incapaz de reírse de él («What Do You Want of Me?»). En el patio, los arrieros continúan burlándose de Aldonza con una canción sugerente («Little Bird, Little Bird»). Aun así, la moza acuerda su encuentro con Pedro al anochecer.
El cura y el bachiller Carrasco llegan a la venta, pero no consiguen razonar con Don Quijote. De repente, el hidalgo divisa a un barbero acercándose con su bacía de afeitar sobre la cabeza para protegerse del sol («Barber's Song»). Creyendo que se trata del milagroso yelmo de Mambrino, el cual según la leyenda hace invulnerable a su portador, Don Quijote se lo arrebata al barbero a punta de espada («Golden Helmet of Mambrino»). El cura y el bachiller Carrasco se marchan sin haber logrado su objetivo, quedando el primero muy impresionado por los ideales de Don Quijote y preguntándose si realmente merece la pena curarlo («To Each His Dulcinea»).
Don Quijote pide al ventero que, como «señor del castillo», le arme caballero. El ventero acepta, pero para ello, primero el futuro caballero debe velar armas en el patio de la posada. Por la noche, Aldonza, de camino a su cita con Pedro, se encuentra con Don Quijote y vuelve a dirigirle duras palabras, pero él le explica gentilmente el porqué de su comportamiento y le habla de sus ideales («The Impossible Dream»). En ese momento, aparece Pedro y abofetea a Aldonza por hacerle esperar. Furioso, Don Quijote desafía a Pedro y se desata una gran pelea en la que también intervienen los demás arrieros. A pesar de no tener habilidades de combate, el hidalgo logra derrotar a todo el grupo con la ayuda de Aldonza y Sancho («The Combat»). Sin embargo, el ruido despierta al ventero, quien amablemente invita a Don Quijote a abandonar la posada. El hidalgo pide disculpas por las molestias ocasionadas, pero al mismo tiempo recuerda al ventero la promesa que le hizo. De esta forma, Don Quijote finalmente es armado caballero bajo el nombre de «Caballero de la Triste Figura» («Knight of the Woeful Countenance»).
Antes de marcharse, Don Quijote anuncia que hay que auxiliar a los enemigos derrotados tal y como exigen las leyes de la caballería. Aldonza, impresionada, se ofrece a ayudar, pero a pesar de su buena intención, la moza es golpeada y violada salvajemente por los arrieros («The Abduction»). Don Quijote, ajeno a lo que acaba de ocurrir, se regocija por su reciente victoria y su nuevo título de caballero.
De pronto, la representación es interrumpida por los inquisidores, quienes irrumpen violentamente en el calabozo y se llevan a uno de los prisioneros para ser juzgado. El «Duque» se burla de la cara de pánico de Cervantes y acusa a este de no afrontar la realidad. El escritor se defiende haciendo un apasionado alegato a favor del idealismo.
La obra se reanuda con Don Quijote y Sancho de nuevo en el camino. El caballero y su escudero se encuentran con una banda de gitanos («Moorish Dance»), quienes se aprovechan de su ingenuidad para robarles todas sus pertenencias, incluyendo el caballo Rocinante y el asno Rucio. Los dos hombres se ven obligados a regresar a la posada. Aldonza llega con el cuerpo repleto de magulladuras y Don Quijote jura vengarla, pero ella responde con furia y le cuenta las calamidades por las que ha pasado desde que nació, culpándole por haberla ilusionado con una vida que jamás podrá tener. Aldonza le ruega que la vea tal y como es en realidad, pero para Don Quijote ella sigue siendo su señora Dulcinea («Aldonza»).
De repente, aparece otro caballero y se anuncia a sí mismo como el enemigo mortal de Don Quijote, el «Encantador», esta vez bajo el nombre de «Caballero de los Espejos». El recién llegado insulta a Aldonza e inmediatamente Don Quijote sale en su defensa. El Caballero de los Espejos y sus sirvientes portan enormes escudos que reflejan la luz del sol y ciegan al hidalgo. Pero en lugar de atacar, el caballero se burla de Don Quijote y le obliga a verse reflejado como todos lo ven, como un tonto y un loco. El hidalgo se derrumba abatido. El Caballero de los Espejos se quita el casco y revela que en realidad es el bachiller Carrasco, siguiendo con su plan de curar a Don Quijote.
Cervantes anuncia que la historia ha terminado, al menos hasta donde él ha escrito. Los presos no están satisfechos con el final así que se disponen a quemar el manuscrito, pero Cervantes les pide representar una última escena. El «Gobernador» acepta y el relato se reanuda en el dormitorio de Alonso Quijano, quien permanece semiinconsciente. Antonia, el ama de llaves, el cura y el bachiller Carrasco están junto a la cama, mientras Sancho intenta animar a su señor contándole cómo ha sido la vuelta a la normalidad («A Little Gossip»). Finalmente, el hidalgo despierta y asegura que ha recuperado el juicio. Sus aventuras como caballero andante son solo un sueño difuso. Quijano se da cuenta de que está en sus últimas horas y pide al cura que le ayude a escribir su testamento. Cuando el hidalgo empieza a dictar, llega Aldonza y confiesa que ya no puede soportar ser otra persona que no sea Dulcinea («Dulcinea (Reprise)»). Quijano no la reconoce y entonces ella repite las mismas palabras que él le enseñó cuando le habló de sus ideales («The Impossible Dream (Reprise)»). De pronto, el hidalgo recuerda todo y se levanta de la cama, pidiendo a Sancho que le traiga su armadura y su espada («Man of La Mancha (Reprise)»). Pero es demasiado tarde y en plena agitación por haber recuperado la memoria, Quijano cae muerto. Mientras el cura canta un salmo fúnebre, Sancho llora la pérdida de su amigo. Aldonza trata de consolarlo afirmando que aunque Quijano haya muerto, Don Quijote vivirá por siempre. Cuando Sancho llama a Aldonza por su nombre, ella responde: «Mi nombre es Dulcinea.»
Los inquisidores entran en la celda para llevarse a Cervantes. Los presos deciden declararlo inocente y le devuelven el manuscrito, que resulta ser su novela todavía incompleta Don Quijote de la Mancha. Mientras Cervantes y su criado suben la escalera que los conduce a su inminente juicio, los presos, liderados por la mujer que ha interpretado el papel de Aldonza, repiten por última vez los ideales aprendidos de Don Quijote («The Impossible Dream (Reprise)»).

## Desarrollo
El hombre de La Mancha surgió primero como una obra de texto escrita por Dale Wasserman para el programa de televisión DuPont Show of the Month, emitido por la cadena CBS entre 1957 y 1961. La compañía DuPont, patrocinadora del programa, exigió un cambio de título alegando que el público estadounidense no estaba familiarizado con la región española de La Mancha, así que finalmente la obra se llamó Yo, Don Quijote. Protagonizada por Lee J. Cobb como Cervantes / Quijote, Colleen Dewhurst como Aldonza y Eli Wallach como Sancho Panza, Yo, Don Quijote fue televisada en vivo el 9 de noviembre de 1959, siendo vista por unos veinte millones de espectadores. Afortunadamente y a pesar de que la grabación en vídeo aún no estaba demasiado desarrollada por aquel entonces, se conserva una copia de la emisión en la New York Public Library for the Performing Arts del Lincoln Center.
Algunos años después y tras un intento fallido de llevar Yo, Don Quijote a los escenarios de Broadway, el director Albert Marre se puso en contacto con Wasserman y le propuso convertir su obra en un musical. Wasserman aceptó el encargo y Mitch Leigh fue contratado para componer la partitura. Las letras de las canciones le fueron encomendadas al poeta W. H. Auden, pero su propuesta era demasiado mordaz e hiriente con el público burgués, así que finalmente fue Joe Darion quien se ocupó de escribirlas. Las orquestaciones corrieron a cargo de Carlyle W. Hall, quien potenció las secciones de viento y percusión, evitando el uso de instrumentos de cuerda más allá de un contrabajo y algunas guitarras flamencas.
En un principio se pensó en el actor Rex Harrison para protagonizar el espectáculo, pero tuvo que ser descartado en favor de Richard Kiley, ya que su tesitura vocal no era la adecuada para el exigente doble papel de Cervantes / Quijote.
La puesta en escena original se caracterizó por su minimalismo, con un único decorado sugiriendo una prisión española. El resto de localizaciones fueron recreadas a través de distintos juegos de luces y elementos de utilería, apelando a la imaginación del espectador. En producciones posteriores, sin embargo, se han incorporado escenografías más complejas.

## Producciones

### Broadway
1965
Antes de su llegada a Broadway, El hombre de La Mancha debutó a modo de prueba en la Goodspeed Opera House de East Haddam, Connecticut, donde se representó entre el 28 de junio y el 14 de agosto de 1965, protagonizado por el mismo elenco que después iría a Nueva York.
El estreno oficial neoyorquino tuvo lugar el 22 de noviembre de 1965 en el desaparecido ANTA Washington Square Theatre, con funciones previas desde el 30 de octubre y un reparto encabezado por Richard Kiley como Cervantes / Quijote, Joan Diener como Aldonza, Irving Jacobson como Sancho Panza, Ray Middleton como Ventero, Robert Rounseville como Cura, Jon Cypher como Bachiller Carrasco, Mimi Turque como Antonia, Eleanore Knapp como Ama de llaves y Gino Conforti como Barbero. El equipo creativo estuvo formado por Albert Marre en la dirección, Jack Cole en la coreografía, Howard Bay en el diseño de escenografía, vestuario e iluminación, Patton Campbell también en el diseño de vestuario y Neil Warner en la dirección musical.
Durante el tiempo que permaneció en cartel, la producción tuvo cuatro hogares diferentes: el ANTA Washington Square Theatre entre el 22 de noviembre de 1965 y el 18 de marzo de 1968, el Martin Beck Theatre (actual Al Hirschfeld Theatre) entre el 20 de marzo de 1968 y el 1 de marzo de 1971, el Eden Theatre entre el 3 de marzo y el 24 de mayo de 1971, y el Mark Hellinger Theatre entre el 26 de mayo y el 26 de junio de 1971, realizando un total de 2 328 funciones regulares y 21 previas. Tras la marcha de Richard Kiley, muchos otros intérpretes pasaron por la compañía para ponerse en la piel de Don Quijote, incluyendo a David Atkinson, Jack Dabdoub, Claudio Brook, John Cullum, José Ferrer, Laurence Guittard, Hal Holbrook, David Holliday, Somegoro Ichikawa, Keith Michell, Gideon Singer, Charles West y Bob Wright.
En la edición de los premios Tony de 1966, El hombre de La Mancha fue reconocido en las categorías de mejor musical, mejor actor principal, mejor dirección, mejor música original y mejor diseño de escenografía. 
1972
Solo un año después del cierre del montaje original, El hombre de La Mancha regresó a los escenarios neoyorquinos para realizar una breve temporada en el Vivian Beaumont Theatre de Broadway entre el 22 de junio y el 21 de octubre de 1972, alcanzando las 140 representaciones. Algunos de los protagonistas de la anterior producción como Richard Kiley (Cervantes / Quijote), Joan Diener (Aldonza), Irving Jacobson (Sancho Panza), Robert Rounseville (Cura), Eleanore Knapp (Ama de llaves) o Gino Conforti (Barbero) repitieron en este revival, que también contó con Jack Dabdoub como Ventero, Lee Bergere como Bachiller Carrasco, Dianne Barton como Antonia y Edmond Varrato como Barbero.
1977
En 1977, Richard Kiley volvió a dar vida a Cervantes / Quijote en un montaje que se representó en el Palace Theatre de Broadway entre el 15 de septiembre y el 31 de diciembre, con el mismo equipo creativo detrás que las dos anteriores producciones y un elenco formado por Emily Yancy como Aldonza, Tony Martínez como Sancho Panza, Bob Wright como Ventero, Taylor Reed como Cura, Ian Sullivan como Bachiller Carrasco, Harriett Conrad como Antonia, Margret Coleman como Ama de llaves y Ted Forlow como Barbero. En total, esta puesta en escena realizó 124 funciones regulares y 3 previas.
1992
La siguiente vez que El hombre de La Mancha pudo verse en Broadway fue en el Marquis Theatre entre el 24 de abril y el 26 de julio de 1992, en 108 únicas representaciones como parte de una gira que había recorrido algunas ciudades estadounidenses para conmemorar el 25.º aniversario del espectáculo. Albert Marre volvió a dirigir este montaje, que estuvo protagonizado por Raúl Juliá como Cervantes / Quijote, Sheena Easton como Aldonza (posteriormente reemplazada por Joan Diener), Tony Martínez como Sancho Panza, David Holliday como Ventero, David Wasson como Cura, Ian Sullivan como Bachiller Carrasco, Valerie De Pena como Antonia, Marceline Decker como Ama de llaves y Ted Forlow como Barbero. Como curiosidad, la cantante española Paloma San Basilio hizo una prueba para sustituir a Sheena Easton en el papel de Aldonza, pero finalmente su participación no llegó a materializarse.
2002
Entre el 5 de diciembre de 2002 y el 31 de agosto de 2003, un nuevo revival se representó en el Martin Beck Theatre de Broadway, donde realizó un total de 304 funciones regulares y 16 previas. Esta producción, que antes de llegar a Nueva York había sido presentada en el National Theatre de Washington D. C. entre el 8 de octubre y el 10 de noviembre de 2002, contó con dirección de Jonathan Kent, coreografía de Luis Pérez, diseño de escenografía y vestuario de Paul Brown, diseño de iluminación de Paul Gallo, diseño de sonido de Tony Meola y dirección musical de Robert Billig. El reparto fue liderado por Brian Stokes Mitchell como Cervantes / Quijote, Mary Elizabeth Mastrantonio como Aldonza (posteriormente reemplazada por Marin Mazzie), Ernie Sabella como Sancho Panza, Don Mayo como Ventero, Mark Jacoby como Cura, Stephen Bogardus como Bachiller Carrasco, Natascia Díaz como Antonia, Olga Merediz como Ama de llaves y Jamie Torcellini como Barbero.

### España
1966
La première mundial en idioma español tuvo lugar el 30 de septiembre de 1966 en el Teatro de la Zarzuela de Madrid, solo un año después del estreno neoyorquino. Dirigido por José Osuna y producido por Justo Alonso y Andrés de Kramer, el montaje estuvo protagonizado por Luis Sagi-Vela como Cervantes / Quijote, Nati Mistral como Aldonza, José Franco como Sancho Panza, Estanis González como Ventero, Jesús Aguirre como Cura, Carlos Villafranca como Bachiller Carrasco, Esperanza Abad como Antonia, Carmen Martínez Sierra como Ama de llaves y Francisco Cecilio como Barbero. El resto del equipo artístico lo completaron Alberto Masolli en la coreografía, Sigfrido Burmann en el diseño de escenografía, Francisco Nieva en el diseño de vestuario y Manuel Moreno-Buendía y Julián Perera en la dirección musical. La adaptación al castellano fue realizada por José López Rubio.
A pesar de la buena acogida del público, El hombre de La Mancha se vio obligado a echar el cierre el 1 de noviembre de 1966, debido a una operación de garganta de Nati Mistral. Una vez recuperada la actriz, el espectáculo fue transferido al Teatro Lope de Vega de Madrid entre el 6 de diciembre de 1966 y el 8 de enero de 1967, y al desaparecido Teatro Calderón de Barcelona entre el 16 y el 26 de febrero de 1967.
1997
El 19 de noviembre de 1997, un nuevo montaje producido por el empresario Luis Ramírez levantó el telón en el Teatro Lope de Vega de Madrid, con José Sacristán como Cervantes / Quijote, Paloma San Basilio como Aldonza, Juanma Cifuentes como Sancho Panza (posteriormente reemplazado por David Venancio Muro), Luis Álvarez como Ventero, Eduardo Santamaría como Cura, Javier Ibarz como Bachiller Carrasco, María José Oquendo como Antonia, Eva Diago como Ama de llaves y Antonio Queimadelos como Barbero. Gustavo Tambascio fue el director de esta versión (en lugar del inicialmente previsto Mario Gas), que también contó con diseño de escenografía de Juan Pedro Gaspar y Gerardo Trotti, diseño de vestuario de Jesús Ruiz y Gabriela Salaberri, diseño de iluminación de José Ramón de Aguirre, diseño de sonido de Ricardo Gómez, dirección musical de Santiago Pérez y adaptación al castellano de Roger Peña y Nacho Artime.
Para poner en marcha el proyecto, fue necesaria una inversión de 400 millones de pesetas (más de 2,4 millones de euros), así como una reforma integral del Teatro Lope de Vega, que tras años funcionando como cine recuperó el uso para el cual había sido concebido. La respuesta del público fue excelente, inaugurando una era dorada para el género musical en España que continúa en la actualidad, con la Gran Vía madrileña como principal referente. 
Después de catorce meses de representaciones, El hombre de La Mancha se despidió de Madrid el 6 de enero de 1999 y a continuación dio el salto al Palacio de los Deportes de Barcelona, donde se instaló entre el 22 y el 31 de enero de ese mismo año. Como cierre definitivo, el espectáculo viajó hasta Argentina para realizar una temporada de tres semanas en el Teatro Gran Rex de Buenos Aires, a partir del 1 de abril de 1999. En total, esta producción fue vista por más de 500 000 espectadores a lo largo de las 473 funciones que se llevaron a cabo.
2004
Coincidiendo con el cuarto centenario de la publicación del Quijote, El hombre de La Mancha regresó a la cartelera española con una nueva puesta en escena producida por Theatre Properties, que se representó en el Teatro Calderón de Madrid entre el 20 de diciembre de 2004 y el 27 de marzo de 2005. Parte del equipo creativo del anterior montaje repitió en esta versión, incluyendo a Gustavo Tambascio en la dirección, Juan Pedro Gaspar y Gerardo Trotti en el diseño de escenografía, Jesús Ruiz y Gabriela Salaberri en el diseño de vestuario, y Roger Peña y Nacho Artime en la adaptación al castellano. Otros profesionales involucrados fueron Javier Armendáriz en el diseño de iluminación, Félix Botana en el diseño de sonido y César Belda en la dirección musical. La compañía estuvo encabezada por Paco Lahoz como Cervantes / Quijote, Eva Diago como Aldonza, Antonio Queimadelos como Sancho Panza, Ricardo Truchado como Ventero, Paco Arrojo como Cura, José Gamo como Bachiller Carrasco, Lorena Joaquín como Antonia, Estrella Blanco como Ama de llaves y Miguel Ángel Gamero como Barbero.
Tras su estancia en Madrid, el espectáculo también pudo verse en el Teatre Apolo de Barcelona entre el 20 de abril y el 22 de mayo de 2005, y en el Palacio de la Paz de Fuengirola entre el 19 y el 31 de julio de 2005, como parte de la programación del desaparecido Festival de Teatro Musical de la Costa del Sol, impulsado por Theatre Properties.
2016
En 2016, Stage Entertainment tenía previsto estrenar un montaje dirigido por Mario Gas para conmemorar el cuarto centenario de la muerte de Cervantes, pero debido al escaso interés despertado por el proyecto y a la baja venta de entradas, finalmente la producción fue cancelada. Esta versión, que iba a representarse primero en el Gran Teatre del Liceu de Barcelona entre el 20 de agosto y el 7 de septiembre de 2016, para después realizar temporada en el Nuevo Teatro Alcalá de Madrid a partir del 6 de octubre de ese mismo año, contaba con coreografía de María Pagés, diseño de escenografía de Tom Pye, diseño de vestuario de Paco Delgado, diseño de iluminación de Juanjo Llorens, diseño de sonido de Albert Ballbé y Jordi Ballbé, dirección musical de Pep Pladellorens y adaptación al castellano de Roger Peña y Roser Batalla.

### West End
1968
Tres años después de su debut en Broadway, El hombre de La Mancha llegó a los escenarios londinenses con una producción también dirigida por Albert Marre, que levantó el telón el 24 de abril de 1968 en el Piccadilly Theatre del West End y alcanzó las 253 representaciones. Joan Diener, la Aldonza original de Nueva York, volvió a interpretar este papel en Londres, acompañada de Keith Michell como Cervantes / Quijote, Bernard Spear como Sancho Panza, David King como Ventero, Alan Crofoot como Cura, Peter Arne como Bachiller Carrasco, Patricia Bredin como Antonia, Olive Gilbert como Ama de llaves y Edward Atienza como Barbero.
A pesar de que el espectáculo no fue un éxito de taquilla y tuvo que echar el cierre sin haber recuperado su inversión inicial, en junio de 1969 regresó al Piccadilly Theatre para realizar una segunda tanda de 118 funciones, con un nuevo elenco liderado por Richard Kiley como Cervantes / Quijote, Ruth Silvestre como Aldonza, Bernard Spear como Sancho Panza, Charles West como Ventero, Gordon Wilcock como Cura, Jonathan Burn como Bachiller Carrasco, Ruth Llewellyn como Antonia, Olive Gilbert como Ama de llaves y Keith Marsh como Barbero.
2019
Entre el 26 de abril y el 8 de junio de 2019, la English National Opera presentó un montaje semiescenificado en el London Coliseum que protagonizaron Kelsey Grammer como Cervantes / Quijote, Danielle de Niese y Cassidy Janson como Aldonza, Peter Polycarpou como Sancho Panza, Nicholas Lyndhurst como Ventero, Minal Patel como Cura, Eugene McCoy como Bachiller Carrasco, Lucy St. Louis como Antonia, Julie Jupp como Ama de llaves y Emanuel Alba como Barbero. La dirección corrió a cargo de Lonny Price, mientras que David White y Murray Hipkin se pusieron al frente de la orquesta de treinta músicos. Otros creativos involucrados fueron Rebecca Howell en la coreografía, James Noone en el diseño de escenografía, Fotini Dimou en el diseño de vestuario, Rick Fisher en el diseño de iluminación y Mick Potter en el diseño de sonido.

### Argentina
En Argentina se estrenó en 1968, en el Teatro Cómico (actual Teatro Lola Membrives) de Buenos Aires, con Ernesto Bianco como Cervantes / Quijote, Nati Mistral como Aldonza (después de haber dado vida a ese mismo personaje en España) y Rafael Carret como Sancho Panza. Desde entonces, numerosos intérpretes han formado parte del musical en diferentes puestas en escena, incluyendo a José María Langlais, Cristina Caram y Vicente Monardo en 1981, José María Langlais, Susan Ferrer y Vicente Monardo en 1993, y Raúl Lavié, Sandra Ballesteros y Omar Calicchio en 2005.
La última versión hasta la fecha, dirigida por Pepe Cibrián Campoy, pudo verse entre el 7 de enero y el 5 de abril de 2015 en el Teatro Maipo de Buenos Aires, para a continuación dar el salto al Teatro Apolo, también en la capital porteña, entre el 10 de abril y el 14 de junio de ese mismo año. El propio Cibrián Campoy encabezó el reparto de esta producción en el doble papel de Cervantes / Quijote, junto a Cecilia Milone como Aldonza y Raúl Lavié como Sancho Panza. Tras su estancia en Buenos Aires, El hombre de La Mancha realizó una gira por las principales ciudades del país entre junio y octubre de 2015.

### México
1969
El debut en México tuvo lugar el 19 de febrero de 1969 en el Teatro Manolo Fábregas de Ciudad de México, de la mano del productor Lew Riley. Nati Mistral, quien ya había protagonizado el espectáculo en España y Argentina, volvió a ponerse en la piel de Aldonza por tercera vez, acompañada de Claudio Brook como Cervantes / Quijote, Óscar Pulido como Sancho Panza, Gustavo Castellanos como Ventero, Marco Antonio Saldaña como Cura, Ángel Casarín como Bachiller Carrasco, Graciela Saavedra como Antonia, Olga Enríquez como Ama de llaves y Enrique Fuentes como Barbero. Dirigido por el actor Manolo Fábregas, este montaje se mantuvo en cartel hasta el 15 de junio de 1969, superando las 100 funciones. El resto del equipo artístico lo completaron Fernando Azevedo en la coreografía, Julio Prieto Posadas en el diseño de escenografía e iluminación, Mario Ruiz Armengol en la dirección musical y Carlos Viniegra en la adaptación al español.
1980
En agosto de 1980, El hombre de La Mancha regresó a los escenarios mexicanos con una producción que se representó primero en el Teatro de los Insurgentes de Ciudad de México, para después continuar en el Teatro Rafael Solana a partir de septiembre de ese mismo año. Óscar Ledesma fue el director de esta versión, que contó con un elenco liderado por Enrique Álvarez Félix como Cervantes / Quijote, Mónica Miguel como Aldonza y Roberto Antúnez como Sancho Panza.
1991
Un nuevo revival dirigido por Jorge Esma pudo verse en 1991 en el Teatro de la Ciudad de México, con Julio Alemán como Cervantes / Quijote, Sylvia Pasquel como Aldonza y Sergio Corona como Sancho Panza.
2000
Entre el 12 de abril de 2000 y 26 de agosto de 2001, el Centro Cultural de Ciudad de México acogió un montaje producido por las empresas MAT Theatrical & Entertainment y OCESA del grupo CIE. Esta versión, que tomó como base la puesta en escena española concebida por Luis Ramírez, estuvo protagonizada por Eugenio Montessoro como Cervantes / Quijote (alternándose con Roberto Blandón), Susana Zabaleta como Aldonza (alternándose con Pía Aun) y Carlos Cobos como Sancho Panza, con Rafael Sánchez-Navarro a cargo de la dirección. El resto del equipo creativo lo formaron Ema Pulido en la coreografía, Ángel Ancona en el diseño de iluminación, Juan Carlos Andrews en el diseño de sonido, James May en la dirección musical, Enrique Delgado Fresán en la traducción del libreto y Carlos Viniegra en la adaptación de las letras al español. La escenografía y el vestuario utilizados fueron los mismos que en España, introduciendo algunas variaciones.
2016
Una nueva producción se representó entre el 28 de septiembre de 2016 y el 20 de agosto de 2017 en el Teatro de los Insurgentes de Ciudad de México, con Benny Ibarra como Cervantes / Quijote, Ana Brenda Contreras como Aldonza (posteriormente reemplazada por Guadalupe Lancho) y Carlos Corona como Sancho Panza. OCESA, Tina Galindo y Claudio Carrera fueron los artífices de este montaje, que también contó con dirección de Mauricio García Lozano, coreografía de Marco Antonio Silva, diseño de escenografía de Jorge Ballina, diseño de vestuario de Violeta Rojas, diseño de iluminación de Víctor Zapatero, diseño de sonido de Miguel Jiménez, supervisión musical de Isaac Saúl, traducción del libreto de Enrique Delgado Fresán y adaptación de las letras al español de Carlos Viniegra.
Tras unos meses de descanso, el espectáculo fue repuesto en el Teatro San Rafael entre el 1 de diciembre de 2017 y el 1 de abril de 2018. Alberto Lomnitz y Gabriel Navarro alterándose como Cervantes / Quijote, Guadalupe Lancho como Aldonza y Enrique Chi como Sancho Panza protagonizaron esta segunda temporada en la que también participaron artistas invitados como Ernesto D'Alessio, Kika Edgar, Marta Fernanda o Carlos Corona.

### Otras producciones
El hombre de La Mancha se ha representado en países como Alemania, Argentina, Australia, Austria, Bélgica, Brasil, Bulgaria, Canadá, Chile, China, Corea del Sur, España, Estados Unidos, Estonia, Francia, Hungría, Israel, Japón, México, Noruega, Países Bajos, Perú, Polonia, Reino Unido, República Checa, República Dominicana, Rumania, Rusia, Suecia o Turquía, y ha sido traducido a más de cincuenta idiomas.
En Estados Unidos ha salido de gira en varias ocasiones. El primer tour nacional, protagonizado por José Ferrer como Cervantes / Quijote, Maura K. Wedge como Aldonza y Harvey Lembeck como Sancho Panza, arrancó el 24 de septiembre de 1966 en el Shubert Performing Arts Center de New Haven y permaneció en la carretera durante casi cuatro años.
El cantante belga Jacques Brel interpretó a Cervantes / Quijote en la première mundial en francés, que tuvo lugar el 4 de octubre de 1968 en el Théâtre de la Monnaie de Bruselas, con Joan Diener como Aldonza (después de haber dado vida a ese mismo personaje en Nueva York y Londres) y Darío Moreno como Sancho Panza. Para el estreno en París, donde el espectáculo levantó el telón el 7 de diciembre de 1968 en el Théâtre des Champs-Élysées, Robert Manuel asumió el papel de Sancho Panza tras la repentina muerte de Darío Moreno.
En 1974, el Teatro Municipal de Santiago de Chile acogió un montaje protagonizado por José María Langlais como Cervantes / Quijote, Alicia Quiroga como Aldonza y Fernando Gallardo como Sancho Panza. Posteriormente, ese mismo elenco repitió en un especial para televisión emitido en el programa Vamos a ver de la cadena TVN.

## Adaptación cinematográfica
En 1972, El hombre de La Mancha fue llevado a la gran pantalla bajo la dirección de Arthur Hiller, con Peter O'Toole como Cervantes / Quijote (doblado en las canciones por Simon Gilbert), Sophia Loren como Aldonza, James Coco como Sancho Panza, Harry Andrews como Ventero, Ian Richardson como Cura, John Castle como Bachiller Carrasco, Julie Gregg como Antonia, Rosalie Crutchley como Ama de llaves y Gino Conforti como Barbero (el único miembro de la compañía original de Broadway que repitió en el filme).
La película fue un fracaso de taquilla y tampoco consiguió el apoyo de la crítica de la época, si bien con el paso de los años su reputación ha ido mejorando.

## Números musicales
- «Overture»
- «Man of La Mancha (I, Don Quixote)»
- «It's All the Same»
- «Dulcinea»
- «I'm Only Thinking of Him»
- «I Really Like Him»
- «What Does He Want of Me?»
- «Little Bird, Little Bird»
- «Barber's Song»
- «Golden Helmet of Mambrino»
- «To Each His Dulcinea»
- «The Impossible Dream (The Quest)»
- «The Combat»
- «Knight of the Woeful Countenance»
- «The Abduction»
- «Moorish Dance»
- «Aldonza»
- «The Knight of the Mirrors»
- «A Little Gossip»
- «Dulcinea (Reprise)»
- «Man of La Mancha (I, Don Quijote) (Reprise)»
- «The Psalm»
- «The Impossible Dream (The Quest) (Reprise)»

## Repartos originales
| Personaje           | Broadway (1965)    | West End (1968) | Broadway (1972)    | Broadway (1977) | Broadway (1992)  | Broadway (2002)             | West End (2019)                  |
| Cervantes / Quijote | Richard Kiley      | Keith Michell   | Richard Kiley      | Richard Kiley   | Raúl Juliá       | Brian Stokes Mitchell       | Kelsey Grammer                   |
| Aldonza             | Joan Diener        | Joan Diener     | Joan Diener        | Emily Yancy     | Sheena Easton    | Mary Elizabeth Mastrantonio | Danielle de Niese Cassidy Janson |
| Sancho Panza        | Irving Jacobson    | Bernard Spear   | Irving Jacobson    | Tony Martínez   | Tony Martínez    | Ernie Sabella               | Peter Polycarpou                 |
| Ventero             | Ray Middleton      | David King      | Jack Dabdoub       | Bob Wright      | David Holliday   | Don Mayo                    | Nicholas Lyndhurst               |
| Cura                | Robert Rounseville | Alan Crofoot    | Robert Rounseville | Taylor Reed     | David Wasson     | Mark Jacoby                 | Minal Patel                      |
| Bachiller Carrasco  | Jon Cypher         | Peter Arne      | Lee Bergere        | Ian Sullivan    | Ian Sullivan     | Stephen Bogardus            | Eugene McCoy                     |
| Antonia             | Mimi Turque        | Patricia Bredin | Dianne Barton      | Harriett Conrad | Valerie De Pena  | Natascia Díaz               | Lucy St. Louis                   |
| Ama de llaves       | Eleanore Knapp     | Olive Gilbert   | Eleanore Knapp     | Margret Coleman | Marceline Decker | Olga Merediz                | Julie Jupp                       |
| Barbero             | Gino Conforti      | Edward Atienza  | Edmond Varrato     | Ted Forlow      | Ted Forlow       | Jamie Torcellini            | Emanuel Alba                     |

### España
| Personaje           | Madrid (1966)          | Madrid (1997)       | Madrid (2004)       |
| Cervantes / Quijote | Luis Sagi-Vela         | José Sacristán      | Paco Lahoz          |
| Aldonza             | Nati Mistral           | Paloma San Basilio  | Eva Diago           |
| Sancho Panza        | José Franco            | Juanma Cifuentes    | Antonio Queimadelos |
| Ventero             | Estanis González       | Luis Álvarez        | Ricardo Truchado    |
| Cura                | Jesús Aguirre          | Eduardo Santamaría  | Paco Arrojo         |
| Bachiller Carrasco  | Carlos Villafranca     | Javier Ibarz        | José Gamo           |
| Antonia             | Esperanza Abad         | María José Oquendo  | Lorena Joaquín      |
| Ama de llaves       | Carmen Martínez Sierra | Eva Diago           | Estrella Blanco     |
| Barbero             | Francisco Cecilio      | Antonio Queimadelos | Miguel Ángel Gamero |

### Argentina
| Personaje           | Buenos Aires (1968) | Buenos Aires (1981) | Buenos Aires (1993) | Buenos Aires (2005) | Buenos Aires (2015) |
| Cervantes / Quijote | Ernesto Bianco      | José María Langlais | José María Langlais | Raúl Lavié          | Pepe Cibrián Campoy |
| Aldonza             | Nati Mistral        | Cristina Caram      | Susan Ferrer        | Sandra Ballesteros  | Cecilia Milone      |
| Sancho Panza        | Rafael Carret       | Vicente Monardo     | Vicente Monardo     | Omar Calicchio      | Raúl Lavié          |
| Ventero             |                     |                     | Walter Galindo      | Rodolfo Valss       | Gastón Avendaño     |
| Cura                |                     |                     | Jorge Galán         | Rubén Roberts       | Patricio Witis      |
| Bachiller Carrasco  |                     |                     | Pablo Nugoli        | Martín O'Connor     | Hernán Kuttel       |
| Antonia             |                     |                     | Carmen Romero       | Ivanna Rossi        | Lucas Arbúes        |
| Ama de llaves       |                     |                     | Claudia Szub        | Laura Silva         | Alejandro Poggio    |
| Barbero             |                     |                     | Jorge Gerbaudo      | Alejandro Paker     | Lucas Arbúes        |

### México
| Personaje           | Ciudad de México (1969) | Ciudad de México (1980) | Ciudad de México (1991) | Ciudad de México (2000) | Ciudad de México (2016) |
| Cervantes / Quijote | Claudio Brook           | Enrique Álvarez Félix   | Julio Alemán            | Eugenio Montessoro      | Benny Ibarra            |
| Aldonza             | Nati Mistral            | Mónica Miguel           | Sylvia Pasquel          | Susana Zabaleta         | Ana Brenda Contreras    |
| Sancho Panza        | Óscar Pulido            | Roberto Antúnez         | Sergio Corona           | Carlos Cobos            | Carlos Corona           |
| Ventero             | Gustavo Castellanos     |                         |                         | Xavier del Valle        | Alberto Lomnitz         |
| Cura                | Marco Antonio Saldaña   | Alberto Hamin           | Ángel Casarín           | Alejandro Sodi          | Constantino Echevarría  |
| Bachiller Carrasco  | Ángel Casarín           |                         | Roberto Blandón         | Abel Fernando           | Beto Torres             |
| Antonia             | Graciela Saavedra       |                         | Carmen Delgado          | Adriana del Río         | María Penella           |
| Ama de llaves       | Olga Enríquez           |                         | Imelda Miller           | Ivonne Le Fincke        | Denise de Ramery        |
| Barbero             | Enrique Fuentes         |                         | Juan Antonio Yáñez      | Enrique Chi             | Enrique Chi             |

## Grabaciones
Existen multitud de álbumes interpretados en sus respectivos idiomas por los elencos de las diferentes producciones que se han estrenado a lo largo de todo el mundo, además de la banda sonora de la película y numerosas grabaciones de estudio, conciertos y sencillos.
En España se han editado los discos oficiales de los montajes de 1997 y 2004. Además, tanto Luis Sagi-Vela como Nati Mistral, protagonistas de la puesta en escena original de 1966, grabaron sendos EPs con una selección de las canciones más representativas de la obra.

## Premios y nominaciones

### Producción original de Broadway
| Año  | Premio                               | Categoría                           | Nominado                    | Resultado |
| ---- | ------------------------------------ | ----------------------------------- | --------------------------- | --------- |
| 1966 | Tony Award                           | Mejor musical                       | Mejor musical               | Ganador   |
| 1966 | Tony Award                           | Mejor actor principal en un musical | Richard Kiley               | Ganador   |
| 1966 | Tony Award                           | Mejor dirección en un musical       | Albert Marre                | Ganador   |
| 1966 | Tony Award                           | Mejor música original               | Mitch Leigh, Joe Darion     | Ganadores |
| 1966 | Tony Award                           | Mejor coreografía                   | Jack Cole                   | Nominado  |
| 1966 | Tony Award                           | Mejor diseño de escenografía        | Howard Bay                  | Ganador   |
| 1966 | Tony Award                           | Mejor diseño de vestuario           | Howard Bay, Patton Campbell | Nominados |
| 1966 | New York Drama Critics' Circle Award | Mejor musical                       | Mejor musical               | Ganador   |

### Producción de Broadway de 1977
| Año  | Premio           | Categoría                 | Nominado      | Resultado |
| ---- | ---------------- | ------------------------- | ------------- | --------- |
| 1978 | Drama Desk Award | Mejor actor en un musical | Richard Kiley | Nominado  |

### Producción española de 1997
| Año  | Premio     | Categoría                                   | Nominado                           | Resultado |
| ---- | ---------- | ------------------------------------------- | ---------------------------------- | --------- |
| 1998 | Premio Max | Mejor espectáculo musical o lírico          | Mejor espectáculo musical o lírico | Nominado  |
| 1998 | Premio Max | Mejor producción privada de artes escénicas | Luis Ramírez, Pigmalión            | Nominados |
| 1998 | Premio Max | Mejor diseño de espacio escénico            | Juan Pedro Gaspar, Gerardo Trotti  | Nominados |

### Producción de Broadway de 2002
| Año  | Premio           | Categoría                            | Nominado                      | Resultado |
| ---- | ---------------- | ------------------------------------ | ----------------------------- | --------- |
| 2003 | Tony Award       | Mejor revival de un musical          | Mejor revival de un musical   | Nominado  |
| 2003 | Tony Award       | Mejor actor principal en un musical  | Brian Stokes Mitchell         | Nominado  |
| 2003 | Tony Award       | Mejor actriz principal en un musical | Mary Elizabeth Mastrantonio   | Nominada  |
| 2003 | Drama Desk Award | Mejor revival de un musical          | Mejor revival de un musical   | Nominado  |
| 2003 | Drama Desk Award | Mejor actor en un musical            | Brian Stokes Mitchell         | Nominado  |
| 2004 | Grammy Award     | Mejor álbum de teatro musical        | Mejor álbum de teatro musical | Nominado  |